# Коллинвуд (тауншип)
Коллинвуд (англ. Collinwood) — тауншип в округе Микер, Миннесота, США. На 2000 год его население составило 1037 человек.

## География
По данным Бюро переписи населения США площадь тауншипа составляет 93,4 км², из которых 80,4 км² занимает суша, а 13,0 км² — вода (13,92 %).

## Демография
По данным переписи населения 2000 года здесь находились 1037 человек, 364 домохозяйства и 289 семей.  Плотность населения —  12,9 чел./км².  На территории тауншипа расположено 462 постройки со средней плотностью 5,7 построек на один квадратный километр. Расовый состав населения: 99,32 % белых, 0,10 % азиатов, 0,19 % — других рас США и 0,39 % приходится на две или более других рас. Испанцы или латиноамериканцы любой расы составляли 0,77 % от популяции тауншипа.
Из 364 домохозяйств в 36,3 % воспитывались дети до 18 лет, в 73,9 % проживали супружеские пары, в 2,5 % проживали незамужние женщины и в 20,6 % домохозяйств проживали несемейные люди. 16,2 % домохозяйств состояли из одного человека, при том 5,8 % из — одиноких пожилых людей старше 65 лет. Средний размер домохозяйства — 2,85, а семьи — 3,16 человека.
28,0 % населения — младше 18 лет, 5,4 % — в возрасте от 18 до 24 лет, 25,6 % — от 25 до 44, 27,9 % — от 45 до 64, и 13,2 % — старше 65 лет. Средний возраст — 40 лет. На каждые 100 женщин приходилось 114,3 мужчин.  На каждые 100 женщин старше 18 приходилось 113,4 мужчин.
Средний годовой доход домохозяйства составлял 56 786 долларов, а средний годовой доход семьи —  63 295 долларов. Средний доход мужчин —  41 200  долларов, в то время как у женщин — 30 000. Доход на душу населения составил 22 065 долларов. За чертой бедности находились 4,1 % семей и 6,2 % всего населения тауншипа, из которых 11,6 % младше 18 и 1,6 % старше 65 лет.